# Tetrix tuerki
Tetrix tuerki är en insektsart som först beskrevs av Krauss 1876.  Tetrix tuerki ingår i släktet Tetrix och familjen torngräshoppor.

## Underarter
Arten delas in i följande underarter:
- T. t. tuerki
- T. t. orientalis